# Kitty Kat
Kitty Kat – singel Beyoncé Knowles z płyty B’Day.

## Teledysk
Teledysk do „Kitty Kat” jest wstępem do teledysku do piosenki „Green Light”. Reżyserem jest Melina wspólnie z Beyoncé.
Teledysk miał premierę na Yahoo! Music 5 kwietnia 2007 roku razem z „Green Light”.

## Listy przebojów
| Chart                           | pozycja |
| ------------------------------- | ------- |
| Billboard Hot R&B/Hip-Hop Songs | 66      |